# Steven Andskär
Steven Andskär, född 30 oktober 1964 i Stockholm, är en svensk före detta racerförare. Andskär har tävlat i flera olika racingklasser från karting till Formel 3000 (1986-1988) och standardvagnar. Han har även kört Le Mans 24-timmarslopp sju gånger. Efter förarkarriären har Andskär arbetat som expertkommentator för TV.